# Курганный (Новоалександровский район)
Курга́нный — посёлок в Новоалександровском районе (городском округе) Ставропольского края России. 

## География
Расстояние до краевого центра: 66 км. Расстояние до районного центра: 22 км.

## История
Образован 19 января 1967 года.
До 1 мая 2017 года посёлок входил в упразднённый Раздольненский сельсовет.

## Население
| 1989 | 2002 | 2010 | 2014 | 2023 |
| ---- | ---- | ---- | ---- | ---- |
| 253  | ↘238 | ↘191 | ↗200 | ↗206 |

По данным переписи 2002 года, 93 % населения — русские.

## Инфраструктура
- Детский сад № 34 «Пчёлка»[8]